# Hans-Jürgen Beyer
Hans-Jürgen Beyer (* 28. August 1949 in Leipzig) ist ein deutscher Schlagersänger. Bis 1973 trat er als Rockmusiker auf.

## Leben
Als 10-Jähriger trat Beyer in den Thomanerchor ein, wo er unter anderem als Solosopran wirkte. Als Abiturient der Thomasschule gründete er eine Beatgruppe. Als junger Mann trat er als Leadsänger mit der Klaus Renft Combo, Uve Schikora und der Bürkholz-Formation bis zu deren Verbot im Juli 1973 auf. In dem Dokumentarfilm Wenn jeder tanzen würde, wie er wollte, na! wurden Ausschnitte eines Konzerts Hans-Jürgen Beyers mit der Bürkholz-Formation im Klubhaus der Eisenbahner in Berlin-Karlshorst gezeigt. An der Hochschule für Musik und Theater „Felix Mendelssohn Bartholdy“ Leipzig begann er 1972 ein Studium. 1974 gelang ihm mit seinem Titel Tag für Tag, komponiert von Arndt Bause, in der Fernsehsendung Schlagerstudio der Durchbruch. Er gastierte auf zahlreichen internationalen Festivals und unternahm Tourneen in der Sowjetunion, Ungarn, der Tschechoslowakei, Afrika, Bulgarien, Indien, Japan, Polen, der Schweiz und Österreich. Von 1986 bis 1989 hatte er im Fernsehen der DDR seine eigene Fernsehsendung Heimat, wir grüßen dich. 1990 unterschrieb Beyer einen Plattenvertrag bei Pilz und trat mit seinem Hit Nie wieder allein bei der ZDF-Quizsendung Der große Preis auf. Es folgten viele Gastspiele auf Kreuzfahrtschiffen.
Mit dem Komponisten Michael Hansen und dem Texter Michael Niekammer produzierte Beyer 1995 sein Album Kaiserin. 1997 traf er sich mit seinem ehemaligen Bandkollegen Uve Schikora, um ein gemeinsames Album zu produzieren, welches 1999 bei G.I.B. unter dem Titel Ich würd’ es wieder tun erschien. Als ehemaliger Rockmusiker gab Beyer 1998 gemeinsam mit der Band Beat-Club Rockkonzerte. Weitere folgten mit den Butlers.
Mit dem Produzenten und Verleger Jürgen Kerber produzierte Beyer ab 2005 vier Singles und das Album Du machst mich so stark. Auf vielen Veranstaltungen trat Beyer als Solist mit Margitta auf. Daraus entstand das Schlagerduo Margitta & Hans-Jürgen Beyer, das seit 2009 Liveauftritte gibt. 2016 erschien Beyers Album Nur die Liebe zählt. Seit dem Jahr 2020 tritt der Künstler wieder im Rock-Bereich auf und ersetzt bei Live-Konzerten der Klosterbrüder den verstorbenen Sänger Hans-Joachim Kneis.
2011 heiratete Beyer zum vierten Mal, 2018 wurde die Ehe aber geschieden.

## Diskografie

### Alben
- 1976: Hans-Jürgen Beyer (Amiga)
- 1977: Dieses Lied zieht mit mir (Amiga)
- 1979: Schenk mir einen Augenblick (Amiga)
- 1986: Die Show beginnt (Amiga)
- 1990: Nie wieder allein (Komponist Jonny Hill)
- 1995: Kaiserin
- 1999: Ich würd´ es wieder tun (G.I.B.)
- 2003: Ich müsste lügen
- 2004: Weihnachten mit Hans-Jürgen Beyer
- 2009: Die großen Erfolge (Amiga)
- 2016: Nur die Liebe zählt (Pewi Records)

### Singles
- 1974: Tag für Tag (Amiga)
- 1974: Wie weit der Weg auch immer ist (Amiga)
- 1975: Tag für Tag (Philips)
- 1975: Dieses Lied zieht mit mir (Amiga)
- 1975: Ich laß die Rosen nicht verblüh’n (Amiga)
- 1976: Alles blüht (Amiga)
- 1977: Ich wünsch’ Dir Glück (Amiga)
- 1978: Ti Amo / Amore Mio (Amiga)
- 1978: Ein Augenblick der Ewigkeit (Amiga)
- 1981: Ein Strauß der schönsten Volkslieder (Amiga)
- 1990: Nie wieder allein (Pilz)
- 1996: Die Sonne unserer Herzen (DSR Records, Duett mit Bianca Graf)
- 2005: Du machst mich so stark (DSR Records, Single)
- 2006: Wolke 7 (Jay Kay – Perl Records)
- 2006: Königin der Liebe (Perl Records, MDR Hitparade & TV Show Musik für Sie)
- 2007: Alles nochmal wagen (Jay Kay – Perl Records)
- 2010: Jahrhundertsommer (Poseidon Records)
- 2010: Weg ins Paradies (Poseidon)
- 2012: Schöne Weihnacht / Ave Maria (Perl Records)